# The Munsters
The Munsters – amerykański czarno-biały sitcom emitowany w latach 1964-1966.

## Krótki opis
Bohaterami serialu jest rodzina sympatycznych i przyjaźnie nastawionych do otoczenia potworów.

## Obsada
- Fred Gwynne: Herman Munster (wszystkie 72 odcinki)[2]
- Yvonne De Carlo: Lily Dracula-Munster (71)
- Al Lewis: dziadek Munster (72)
- Butch Patrick: Eddie Munster (71)
- Beverley Owen: Marilyn Munster #2 (15)
- Pat Priest: Marilyn Munster #1 (57)
- Chet Stratton: Clyde Thornton (4)
- Edward Mallory: Jack (4)
- Harvey Korman: prof. Fagenspahen (3)
- Paul Lynde: dr Edward Dudley (3)
- Pat McCaffrie: oficer policji (3)
- John Fiedler: listonosz Warren Bloom (2)
- John Carradine: p. Gateman (2)
- Jane Withers: Fanny Pike (2)
- Val Avery: komisarz policji (2)
- Willis Bouchey: p. Bradley (2)
- Irwin Charone: p. Howell (2)
- John Hoyt: George Spelvin (2)
- Claire Carleton: Yolanda Cribbins (2)
- Henry Beckman: Ralph, mąż (2)
- Gene Blakely: Jerry #2 (2)
- Marge Redmond: pani Stewart (2)
- Johnny Silver: Jerry #1 (2)
- Pat Harrington Jr.: Sonny Harkness (2)
- Frank Maxwell: trener Roger Denman (2)
- Bryan O'Byrne: Calvin (2)
- Richard Reeves: Gil Craig (2)
- Joyce Jameson: panna Valentine (2)
- Jackie Minty: Jack McGinty (2)
- Jack McGinty: p. White (2)